# Ugo (nome)
Ugo  è un nome proprio di persona italiano maschile.

## Varianti
- Maschili
  - Alterati: Ughino, Ugolino[2], Ugone[3], Ughetto, Uguccio, Uguccione[4], Ghino
- Femminili:
  - Alterati: Ughina, Ughetta[5], Ugolina[6]

### Varianti in altre lingue
- Croato: Hugo[7]
- Francese: Hugues[1]
  - Femminili: Huguette[8]
- Francese antico: Hue[9]
- Gallese: Huw[1]
- Germanico: Hugo[1], Huguo[1], Hugi[9]
- Inglese: Hugh[1], Hugo[1]
  - Ipocoristici: Hughie[1], Hewie[1], Huey[1]
  - Ipocoristici medievali: Hudd[9], Hudde[1]
- Latino: Hugo
- Olandese: Hugo[1]
- Polacco: Hugo
- Portoghese: Hugo[1]
- Scozzese
  - Ipocoristici: Shug[10]
- Sardo: Ugu
- Spagnolo: Hugo[1]
- Svedese: Hugo[1]
- Tedesco: Hugo[1]
- Ungherese: Hugó

## Origine e diffusione

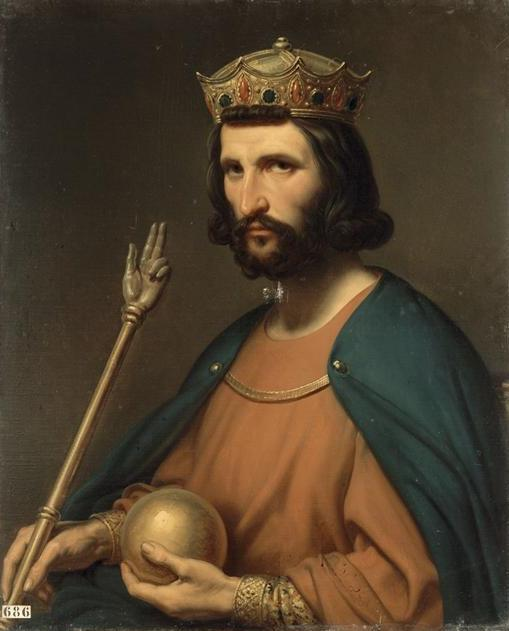
Ugo Capeto

Continua il nome germanico Hugo (o Huguo, Hugi), basato sul termine hug, "mente", "spirito", presente anche nei nomi Uberto e Ubaldo; può quindi significare "mente", "cuore", "spirito perspicace".
Era frequente fra la nobiltà franca e francese, essendo stato portato da Ugo Capeto, capostipite della dinastia dei Capetingi. Il nome raggiunse e si diffuse nell'Inghilterra grazie ai Normanni dopo la conquista, per poi diffondersi ulteriormente grazie alla fama di sant'Ugo di Lincoln; sono una novantina i cognomi inglesi che sono derivati da questo nome, quali ad esempio Hughes, Howe, Hudson, Hewitt e Hutchins.
La forma inglese Hugh viene usata, in Irlanda, come anglicizzazione dei nomi Aodh e Ùisdean, mentre l'ipocoristico italiano Uguccione era anticamente usato in Toscana.

## Onomastico
L'onomastico viene festeggiato generalmente il 1º aprile in ricordo di sant'Ugo, vescovo di Grenoble. Sono comunque numerosi i santi con questo nome fra i quali, nei giorni seguenti:
- 1º gennaio, beato Ugolino da Gualdo Cattaneo, eremita[11]
- 10 febbraio, beato Ugo di Fosses, abate[11]
- 12 febbraio, sant'Uguccione Ricoveri, confessore[4]
- 1º aprile, beato Ugo di Bonnevaux, abate[11]
- 9 aprile, sant'Ugo di Rouen, vescovo[11]
- 16 aprile, beato Ugo de Mataplana, cavaliere mercedario[11]
- 29 aprile, sant'Ugo di Cluny, quarto abate della celebre abbazia benedettina[5]
- 13 giugno, sant'Ugo, abate benedettino di Novalesa[5]
- 26 luglio, beato Ugo de Actis, monaco silvestrino[11]
- 8 agosto, sant'Ugolina di Vercelli, vergine ed eremita[11]
- 19 agosto, beato Ugo Green, sacerdote e martire a Dorchester[11]
- 8 ottobre, sant'Ugo Canefri o da Genova, cappellano dell'Ordine di San Giovanni di Gerusalemme e confessore[5]
- 10 ottobre, beato Ugo di Macon, vescovo[11]
- 15 novembre, beato Hugh Faringdon, abate di Reading, martire sotto Enrico VIII
- 17 novembre, sant'Ugo di Lincoln, monaco certosino e vescovo[5]
- 17 novembre, sant'Ugo di Novara di Sicilia, abate cistercense[11]
- 11 dicembre, beato Ugolino Magalotti, eremita del terz'ordine francescano
- 26 novembre, beato Ugone Taylor, martire a York assieme a Marmaduke Bowes[11]

## Persone

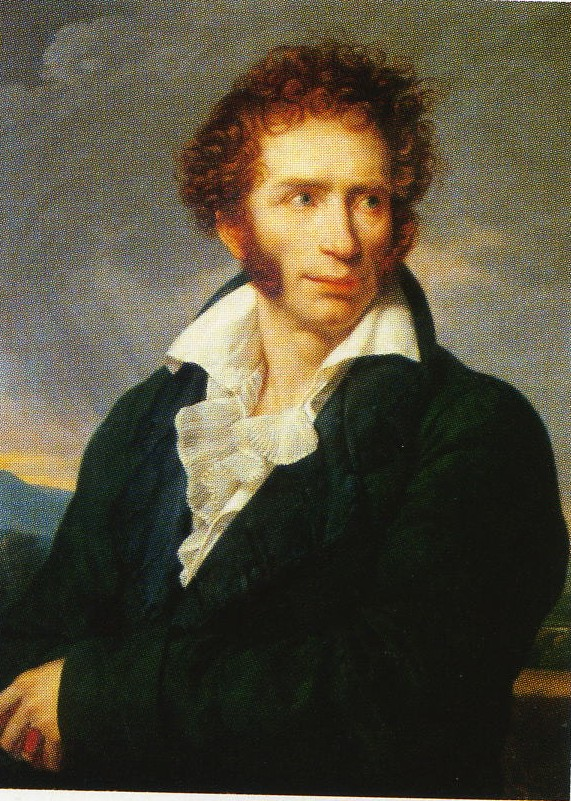
Ugo Foscolo

- Ugo di Lotaringia, duca della contea d'Alsazia
- Ugo di Maginfredo, conte di Milano
- Ugo di Provenza conte d'Arles, reggente col titolo di marchese del regno di Provenza e re d'Italia
- Ugo di Sabbioneta conte rurale
- Ugo II di Toscana, detto il Grande, margravio di Toscana e duca di Spoleto e Camerino
- Ugo di San Vittore, teologo, filosofo e cardinale francese
- Ugo il Grande, duca dei Franchi e conte di Parigi
- Ugo il Nero di Borgogna, duca di Borgogna
- Ugo Bassi, patriota e religioso italiano
- Ugo Capeto, re di Francia, capostipite dei Capetingi
- Ugo Dighero, comico e attore italiano
- Ugo Foscolo, poeta e scrittore italiano
- Ugo Grozio, giurista, filosofo e scrittore olandese
- Ugo La Malfa, politico italiano
- Ugo Ojetti, scrittore, critico d'arte, giornalista e aforista italiano
- Ugo Tognazzi, attore, regista, sceneggiatore teatrale, cinematografico e televisivo italiano

### Variante Hugo

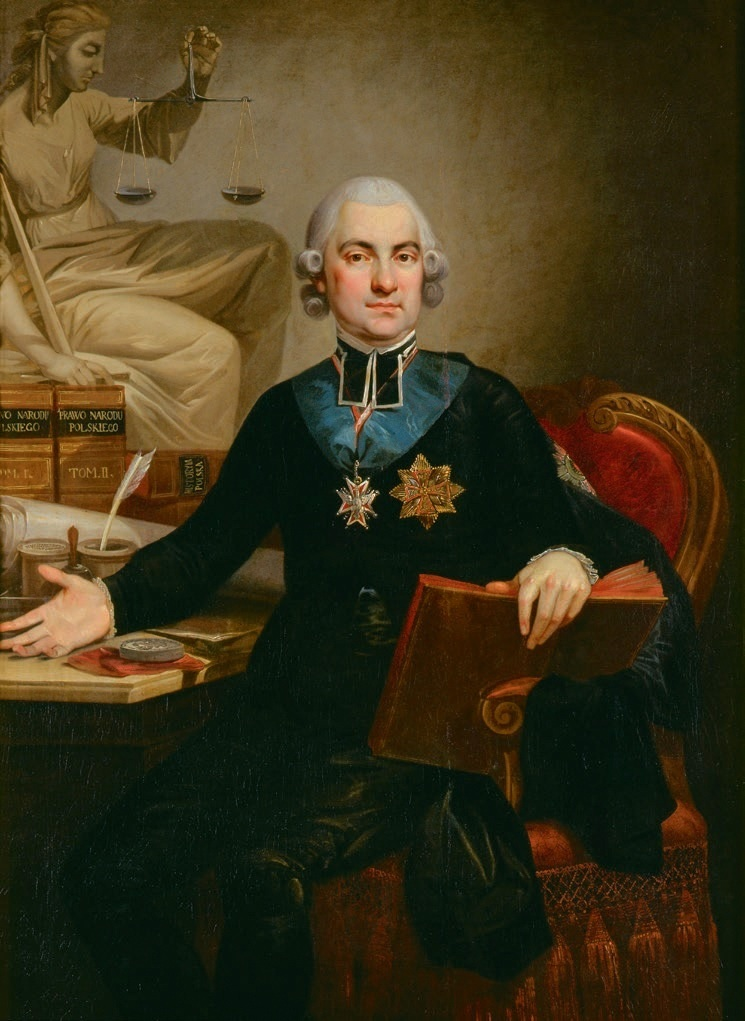
Hugo Kołłątaj

- Hugo Almeida, calciatore portoghese
- Hugo Banzer, militare e politico boliviano
- Hugo Campagnaro, calciatore argentino
- Hugo Chávez, politico e militare venezuelano
- Hugo Gernsback, inventore, editore e scrittore statunitense
- Hugo Koblet, ciclista su strada e pistard svizzero
- Hugo Kołłątaj, politico, scrittore, filosofo, storico e sacerdote cattolico polacco
- Hugo Pratt, fumettista, romanziere e saggista italiano
- Hugo Sánchez, calciatore e allenatore di calcio messicano
- Hugo Weaving, attore britannico naturalizzato australiano

### Variante Hugh
- Hugh Aston, compositore britannico

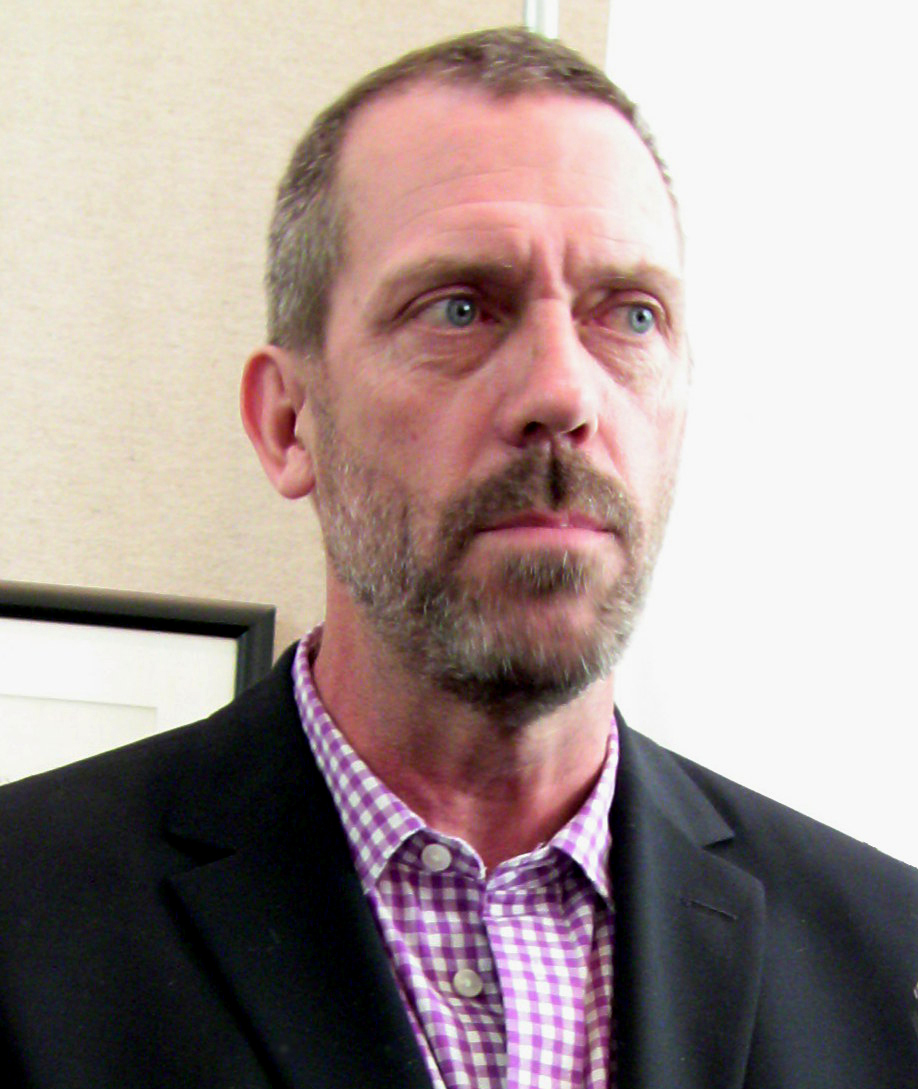
Hugh Laurie

- Hugh Everett III, fisico statunitense
- Hugh Faringdon, abate inglese
- Hugh Gough, generale britannico
- Hugh Grant, attore britannico
- Hugh Griffith, attore gallese
- Hugh Hopper, bassista e compositore britannico
- Hugh Jackman, attore australiano
- Hugh Laurie, attore, scrittore, musicista, doppiatore e regista britannico
- Hugh Marlowe, attore statunitense
- Hugh O'Flaherty, presbitero irlandese
- Hugh Walpole, scrittore britannico

### Variante Hugues
- Hugues Cuénod, tenore svizzero

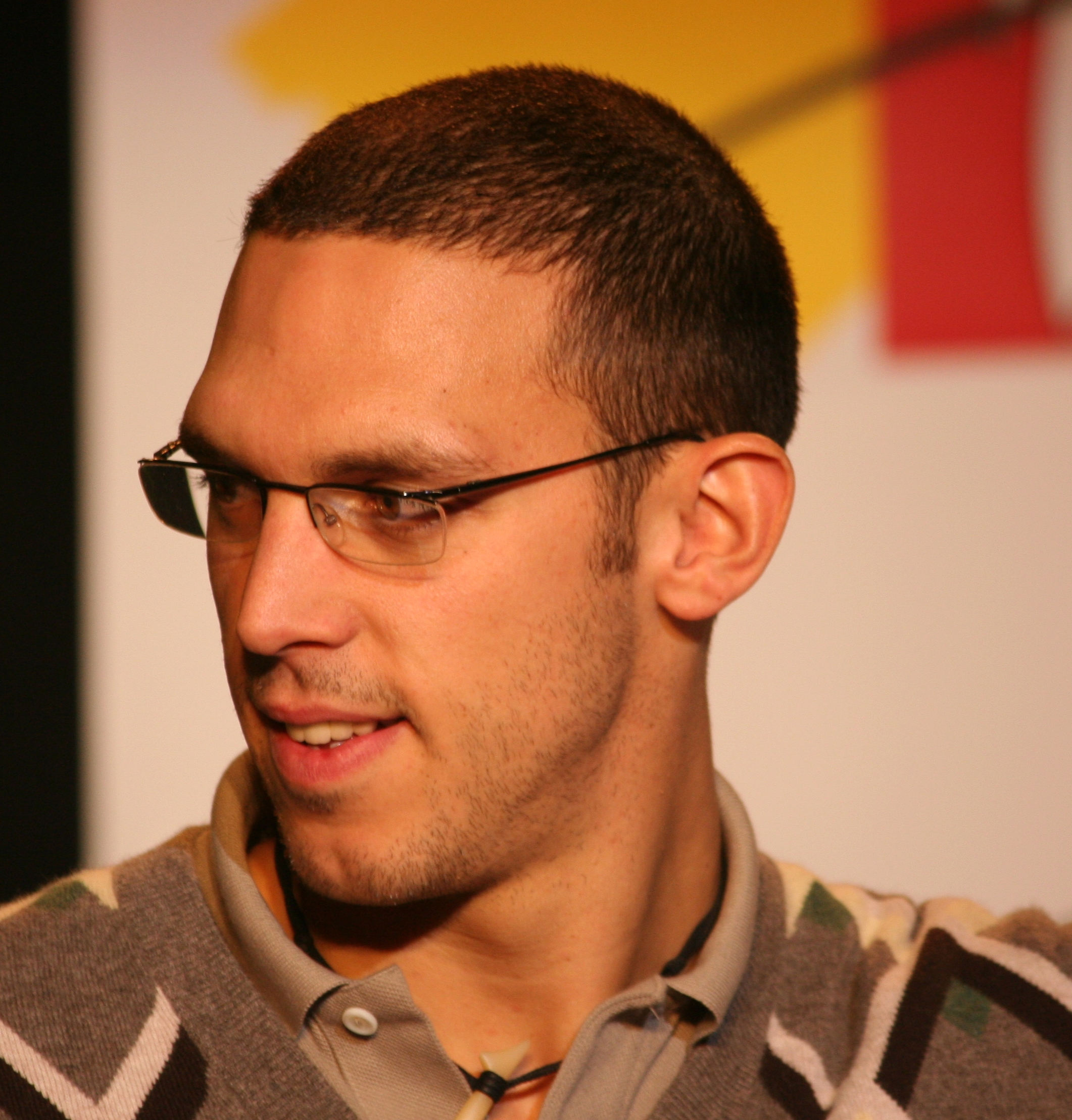
Hugues Duboscq

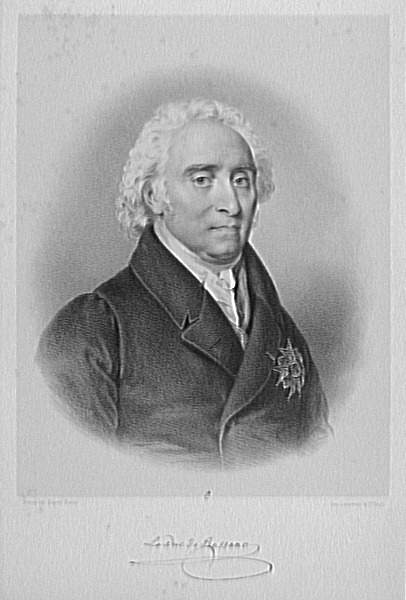
Hugues-Bernard Maret

- Hugues de Berzé, cavaliere e troviero francese
- Hugues de Payns, nobile e cavaliere templare francese
- Hugues de Varine, archeologo, storico e museologo francese
- Hugues Duboscq, nuotatore francese
- Hugues Dufourt, compositore e filosofo francese
- Hugues Le Paige, giornalista, regista e produttore belga
- Hugues Libergier, architetto francese
- Hugues-Bernard Maret, politico e diplomatico francese
- Hugues Miorin, rugbista a 15, allenatore di rugby, dirigente d'azienda e imprenditore francese
- Hugues Obry, schermidore francese
- Hugues Occansey, cestista e allenatore di pallacanestro francese
- Hugues Pagan, scrittore francese
- Hugues Primas, poeta francese
- Hugues Evrad Zagbayou, calciatore ivoriano

### Variante Ugone
- Ugone da Alatri, cardinale italiano
- Ugone I di Arborea, Giudice di Arborea
- Ugone II di Arborea, Giudice di Arborea
- Ugone III di Arborea, Giudice di Arborea
- Ugone Talach, nobile italiano

### Variante Ugolino
- Ugolino, cantautore italiano

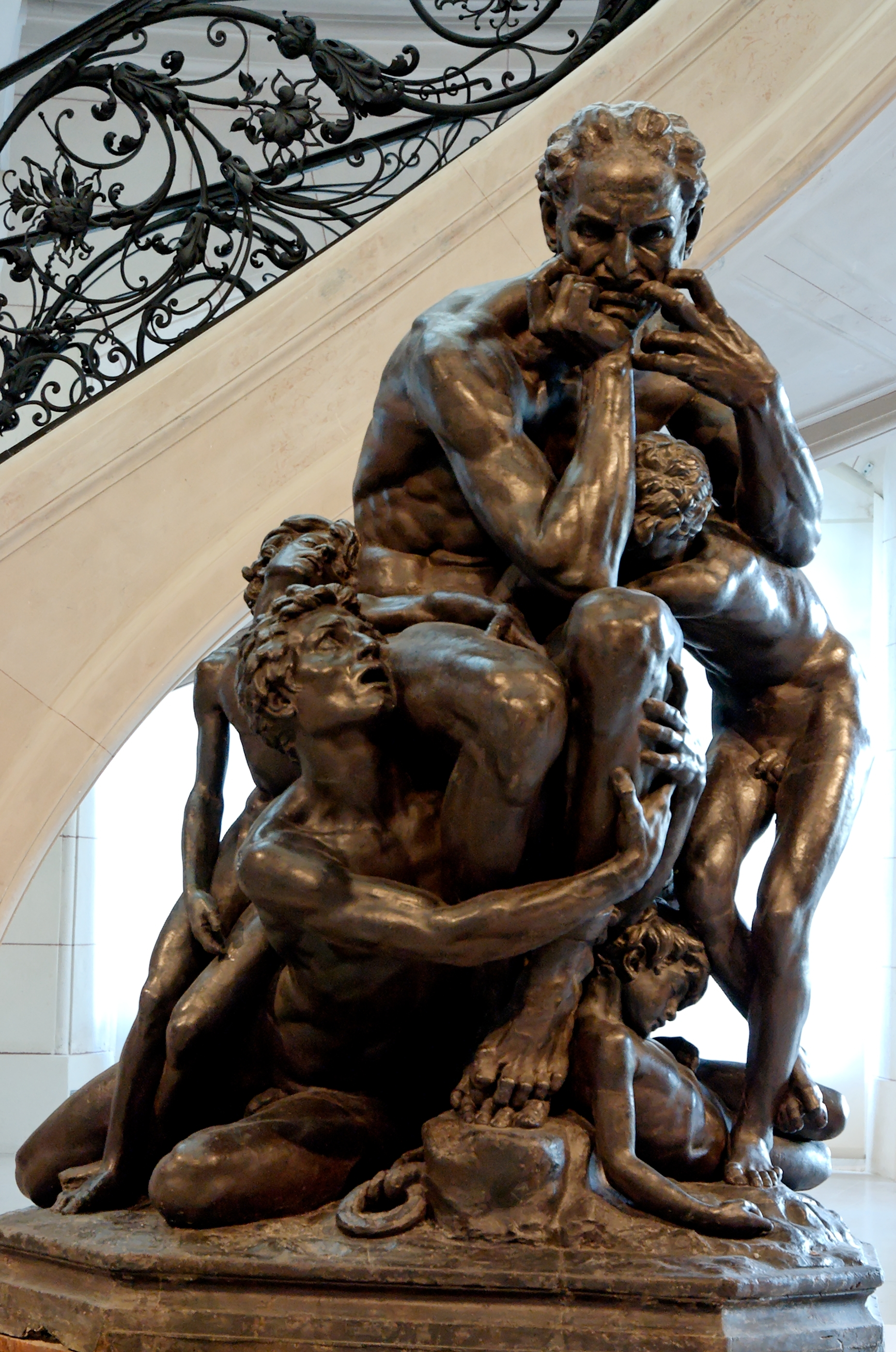
Ugolino della Gherardesca

- Ugolino Cavalcabò, condottiero italiano
- Ugolino da Orvieto, musicista, compositore e teorico musicale italiano
- Ugolino della Gherardesca, nobile e politico italiano
- Ugolino di Nerio, pittore italiano
- Ugolino di Vieri, orafo e scultore italiano
- Ugolino di Vieri, poeta italiano
- Ugolino Gonzaga, condottiero italiano
- Ugolino Martelli, umanista e vescovo cattolico italiano
- Ugolino Martelli, botanico italiano
- Ugolino Nicolini, presbitero, religioso e medievista italiano
- Ugolino I Trinci, signore di Foligno
- Ugolino II Trinci, signore di Foligno
- Ugolino III Trinci, signore di Foligno
- Ugolino Ugolini, imprenditore e dirigente sportivo italiano
- Ugolino Vivaldi, navigatore italiano
- Ugolino Vivaldi Pasqua, aviatore italiano

### Variante Uguccione
- Uguccione Caqualoro, vescovo cattolico italiano
- Uguccione da Lodi, poeta italiano
- Uguccione da Pisa, giurista italiano
- Uguccione della Faggiola, condottiero italiano
- Uguccione della Gherardesca, figlio di Ugolino della Gherardersca

### Altre varianti maschili
- Huw Bennett, rugbista a 15 britannico
- Ughetto Bertucci, attore italiano
- Uguccio Borromeo, vescovo cattolico italiano
- Hughie Green, conduttore televisivo, attore e produttore televisivo britannico naturalizzato canadese
- Huey Lewis, cantante statunitense
- Huw Lloyd-Langton, chitarrista inglese
- Huey Newton, attivista statunitense
- Hughie Thomasson, cantante e chitarrista statunitense

### Variante femminile Huguette
- Huguette Tourangeau, mezzosoprano canadese

## Il nome nelle arti
- Il ragionier Ugo Fantozzi è un famoso personaggio letterario e cinematografico ideato ed interpretato da Paolo Villaggio.
- Ugo Piazza è  un personaggio del film del 1972 Milano calibro 9, diretto da Fernando Di Leo.
- Ugo Antonelli è un personaggio del film del 2006 Olé, diretto da Carlo Vanzina.
- Il Conte Uguccione era un personaggio televisivo interpretato da Bebo Storti.
- Ugo Lombardi è un personaggio della serie televisiva Distretto di Polizia, interpretato da Marco Marzocca.
- Hugo Reyes è un personaggio della serie televisiva Lost.
- Hugh de' Paperoni è un personaggio della serie Disney.
- Ugo Lupo è il protagonista dell'omonima serie animata degli anni 1960.
- Hugo Simpson è un personaggio delle serie animata I Simpson.
- Hugo Strange è un personaggio dei fumetti DC Comics.
- Huey Emmerich è un personaggio della serie di videogiochi Metal Gear.
- Hugo, personaggio dei videogiochi Final Fight e Street Fighter
- Hugo Cabret, film diretto da Martin Scorsese